# Fargher Lake
Fargher Lake (korábban Hard Hack Swamp) az Amerikai Egyesült Államok északnyugati részén, Washington állam Clark megyéjében elhelyezkedő önkormányzat nélküli település.
A település első lakói a Wright-szigetről bevándorló Horatio és Fred Farghuar voltak. A közeli Fargher-tavat az 1960-as évek elején lecsapolták.

## Fordítás
- Ez a szócikk részben vagy egészben  a   Fargher Lake, Washington című angol Wikipédia-szócikk ezen változatának fordításán alapul.  Az eredeti cikk szerkesztőit annak laptörténete sorolja fel. Ez a jelzés csupán a megfogalmazás eredetét és a szerzői jogokat jelzi, nem szolgál a cikkben szereplő információk forrásmegjelöléseként.